# カワラケツメイ
カワラケツメイ（河原決明、学名：Chamaecrista nomame）はマメ科ジャケツイバラ亜科カワラケツメイ属の一年草。まれに多年草となることがある。別名ネムチャ、ノマメ、マメチャなどとよばれる。黄色い５弁花を咲かせる河原などに生える植物で、果実を含む全草が漢方として用いられ、葉や果実は健康茶として利用される。

## 名称
和名の由来は、川原などに群生し、エビスグサの種子である決明子（ケツメイシ）に似るところからつけられている。また、川原に生えるケツメイ（エビスグサの漢名）の仲間であることに由来するという説もある。
別名はネムチャ（ネム茶）、ノマメ（野豆）、コウボウチャ（弘法茶）、マメチャ（豆茶）など、全草を煎じてお茶代わりに飲む習慣からついている名前が多い。それぞれ由来は、ネムチャは葉の形がネムノキに似ることから、ノマメは野生の豆を意味し、コウボウチャは弘法大師（空海）が教えたという言い伝えからついた異名である。日本に地方によって、カワラマメ（河原豆）、ハマチャ（浜茶）などの方言名でも呼ばれている。中国植物名（漢名）は豆茶決明（とうちゃけつめい）という。
花言葉は「自由」である。

## 分布・生育地
日本では本州、四国、九州に分布し、国外では中国東部および東北部、朝鮮半島に分布する。山すそや土手、道端、川原の砂地、原野などの開けた場所で、日当たりのよい比較的乾いたところからやや湿った草原に群生する。河川改修などによって河原の植物群落は帰化植物が非常に多くなり、在来種が減少している地域が非常に多い。そのため、カワラケツメイも稀少になっている。

## 特徴
草丈は30 - 60センチメートル (cm) ほどで、茎は細く中実（中空ではない）で、1本または枝分かれし、やや密に毛が生える。
葉は互生で、短い葉柄がつく羽状複葉で、長さ3 - 8 cmほどの長楕円形をした披針形をしており、小葉は3 - 10ミリメートル (mm) ほどの披針形から卵形で先端がとがる。15対 - 35対の細かい多数の小葉に分かれた偶数羽状葉は、マメ科の特徴でもある。葉柄の上部に蜜腺が1個つく。
花期は夏から秋の8 - 10月にかけて。葉腋から花柄を出して、長さ約6 - 7 mmの黄色い小花が1個ないし2個咲く。他のマメ科の植物とは形が大きく異なり、マメ科の花の特徴である蝶形花とならず、5枚からなる花弁がほとんど同じ倒卵形をした独特な放射状花であり、これが本種の特徴となっている。花の雄しべは4 - 5本と他のマメ科植物より少なめである。
晩夏から秋にマメに似た長さ3 - 4 cmの果実（豆果）をつけ、莢状の果実を斜め上向きに結ぶ。全体に細かい毛が多い扁平な莢（さや）の中に硬い種子がある。
水田などに生えるマメ科のクサネムに外見がよく似ているが、クサネムの方は全く毛がなく茎は中空で、葉の裏面は白みを帯び薬効はない。はっきりした違いは、カワラケツメイの果実が立つのに対して、クサネムの果実は垂れる。
- 全草
- 葉は偶数羽状複葉で、小葉が15 - 35対と多数つく。
- 花は黄色で、他のマメ科植物とは形が異なる。
- 果実は豆果（莢果）

## 利用
昔から「弘法茶」「浜茶」などと呼んで飲用されており、茎葉を摘んで茶の代用とするほか、果実は煎じてマメ茶とする。また、利尿の民間薬として使われる。
アサヒ飲料が販売する十六茶にも16個の素材の一つとしてブレンドされている。

### 薬用
全草を乾燥したものが薬用されて生薬になり、中国薬物名で水皀角（すいそうかく）、異名として山扁豆（さんぺいず）とよばれる。晩夏、9 - 10月頃の豆果が未熟なうちに、地上部の茎葉を刈り取り、粗く刻んで陰干しまたは天日乾燥して調製され、浜茶として飲用
する。便秘、むくみ、夜盲症に対する効果や、利尿作用があって腎臓炎などに効くとされる。少し炒ったほうが飲みやすく、昔から健保のためにお茶代わりに飲用されており、便通の良い人が飲んでも下痢は起こさない。民間療法では、1日量5グラムを400 ccの水で30分ほど煎じて服用する用法が知られている。
成分として、葉と茎にアントラキノン類、フラボノール類、ミネラルを含み、また種子には脂肪油を含んでおり、β-シトステロールなどが含まれている。アントラキノン類は、便通を良くする緩下作用や利尿作用があるといわれ、フラボノール、ミネラル、脂肪油も同様と考えられている。

## 食草
絶滅危惧種に指定されているツマグロキチョウが、食草としている。